# Orla d'alumnes
|  | No s'ha de confondre amb Foto de classe o Anuari escolar. |

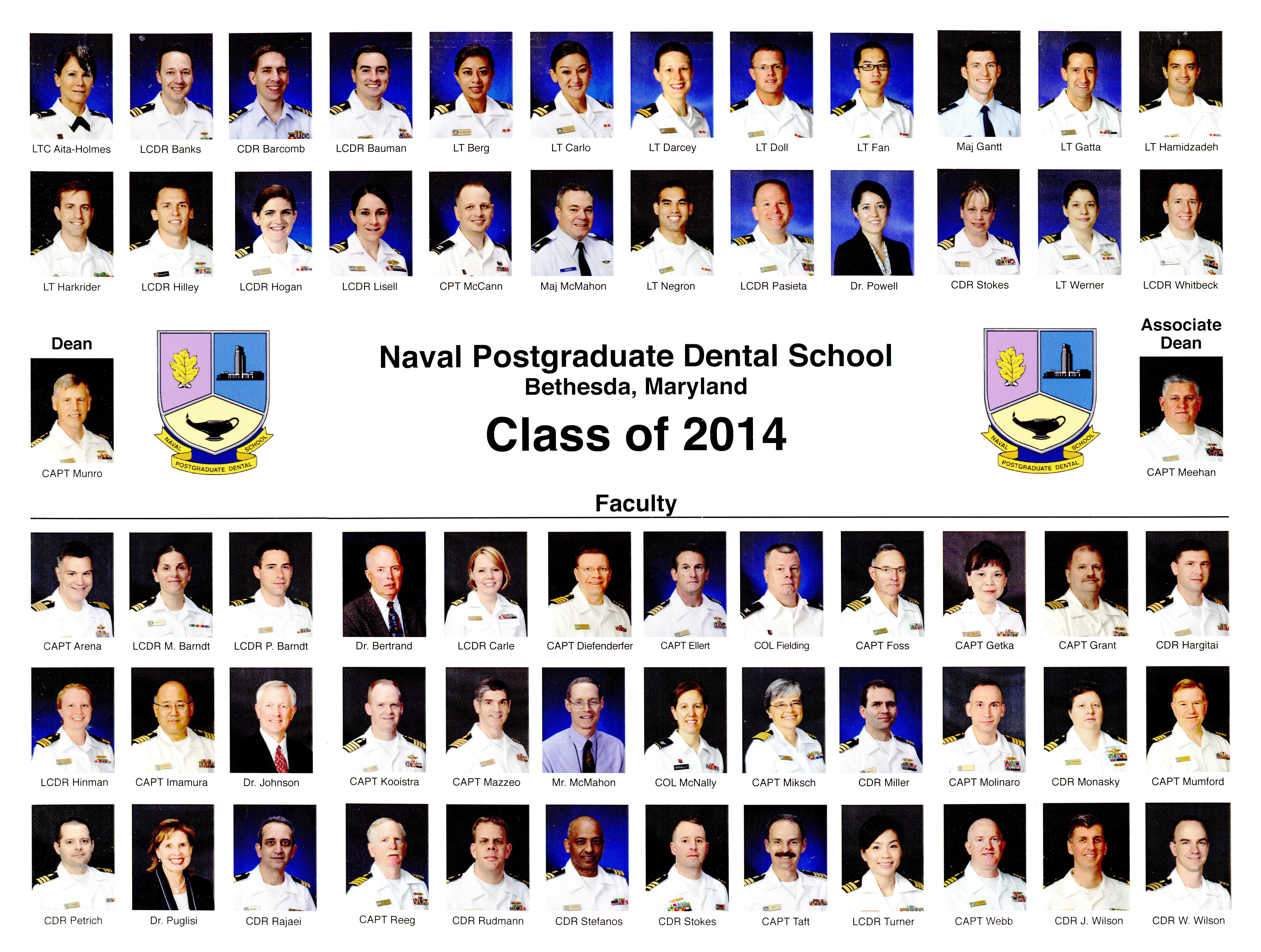
Naval School Class of 2014

Una orla d'alumnes, orla de la promoció o també, orla universitària, és un collage fotogràfic que mostra les imatges dels estudiants d'una classe o promoció, generalment en graduar-se, o al final dels seus estudis acadèmics. Aquest tipus de composició és molt popular a molts països i serveix com a record col·lectiu per a tota una promoció d'alumnes d'una escola, d'un institut, d'una facultat, o d'altres tipus d'entitats, siguin universitàries o no.

## Història i ús

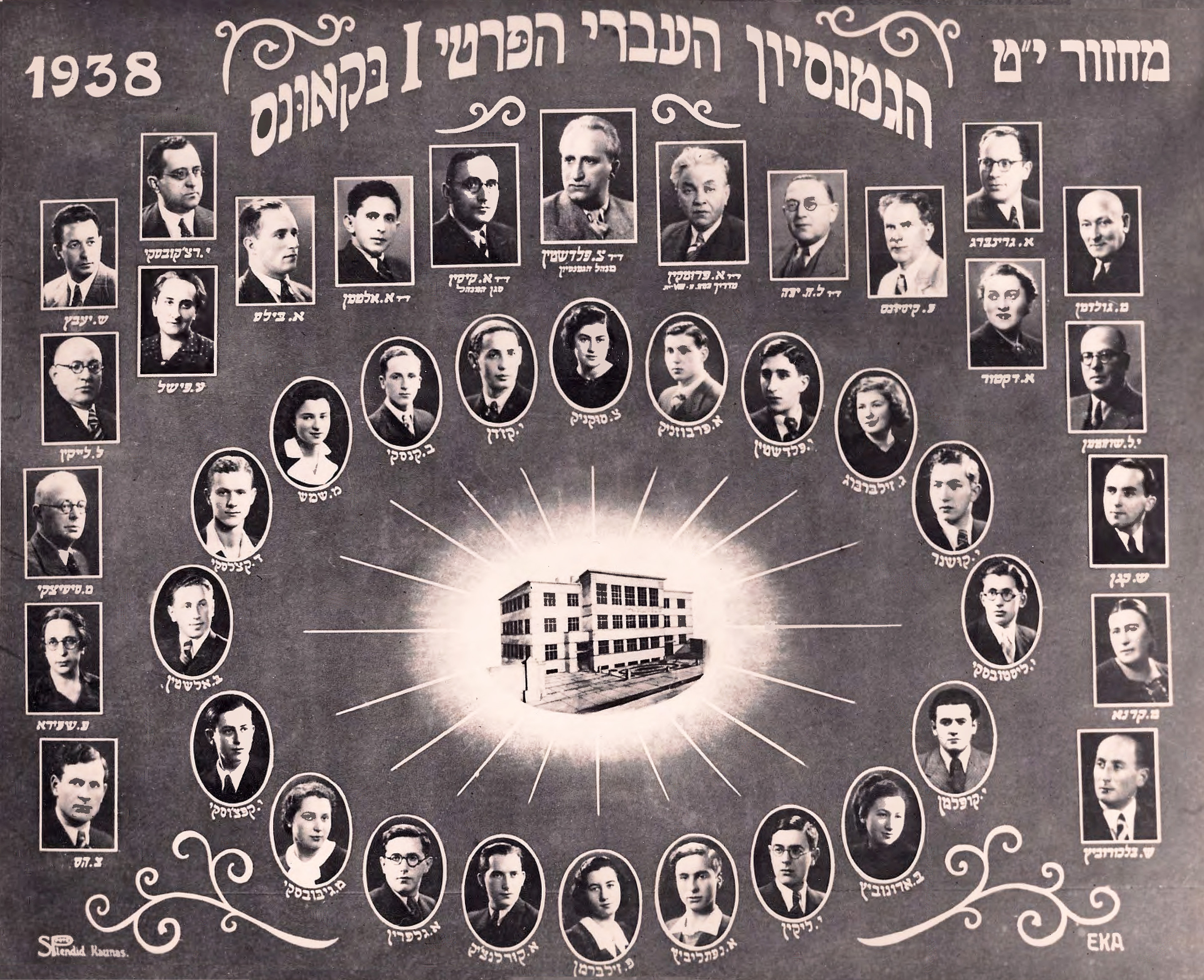
Orla Realgymnasium, 1938

L'origen de les orles d'alumnes es remunta a les fotografies grupals que solien fer-se a les institucions educatives durant el segle XIX. Amb el temps, la tradició d'incloure fotos individuals de cada alumne en un format decoratiu es va fer més popular. Les orles d'alumnes no només tenen un valor sentimental, sinó que també actuen com a fitxer històric. Aquests collages permeten als estudiants i al personal recordar el moment compartit, així com identificar els seus companys en el futur. A més a més, aquestes orles són un reflex de l'entorn educatiu i de la història cultural de la institució.

## Procés de creació
El procés per crear una orla d'alumnes generalment involucra els passos següents:
1. Presa de Fotos: Els estudiants posen per a fotos individuals, usualment davant d'un fons neutre.
2. Disseny: Les fotos es disposen en un format atractiu, sovint acompanyades del nom de cada estudiant i el logotip de la institució.
3. Impressió i distribució: L'orla finalitzada s'imprimeix en paper d'alta qualitat i es distribueix entre els alumnes i el personal docent.

## Variants
Tot i que el concepte bàsic d'una orla d'alumnes és força universal, hi ha variacions en el disseny i la presentació depenent de la regió i la institució. Algunes orles inclouen fotos del personal docent i administratiu, cites inspiradores o informació addicional com l'any de graduació.